# Belk, Alabama
Belk là một thị trấn thuộc quận Fayette, tiểu bang Alabama, Hoa Kỳ. Dân số năm 2009 là 207 người, mật độ đạt 58 người/km².